# Пуерто де ла Крус
Пуерто де ла Крус (на испански: Puerto de la Cruz) е град в северната част на остров Тенерифе, Испания, с население малко над 30 000 души. Това е най-важният туристически център в тази част на Тенерифе и най-старият курорт на острова. За разлика от южните райони на Тенерифе и столицата Санта Крус, Пуерто де ла Крус има по-влажен, субтропичен климат.